# Carl Eric Isberg
Carl Eric Isberg, född 1791, död 24 juli 1856, var en svensk jurist.
Isberg blev revisionssekreterare 1825 och justitieråd 1826. Han tog ställning mot Magnus Jacob Crusenstolpe under tryckfrihetsmålet 1838. Detta ledde till att oppositionen 1840 förgäves sökte genomdriva hans avsättning i den opinionsnämnd som ständerna tillsatte. Samma år erbjöd Karl XIV Johan Isberg justitiestatsministerposten, men han avböjde. År 1845 blev han president i Svea hovrätt och 1855 adlades han med bibehållande av namnet Isberg och introducerades på riddarhuset under nummer 2323, men han slöt själv sin adliga ätt. Isberg var en tid hälftenägare av bruken Stavsjö i Kila socken och Vira i Björkviks socken, båda i Södermanland. Han sålde sina andelar med stor vinst.